# Castelul Bunratty

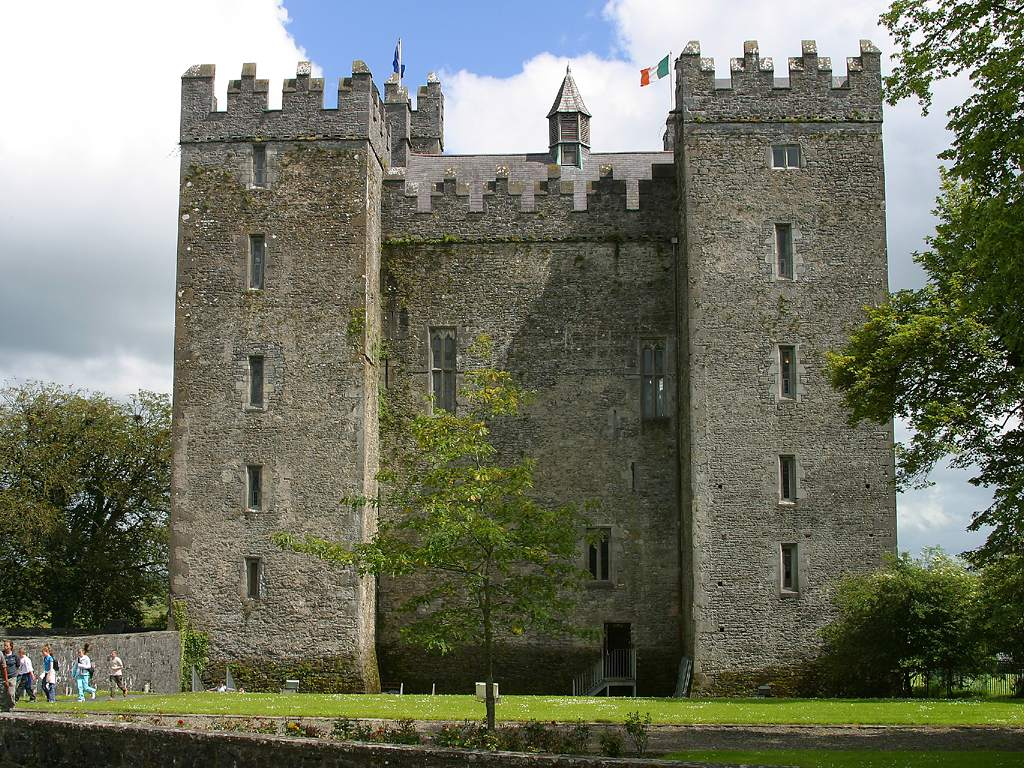
Castelul Bunratty

Castelul Bunratty (irlandeză: Caisleán Bhun Raithe, însemnând „Castelul de la Muntele Ratty”) este un castel din secolul al XV-lea din comitatul Clare, Irlanda. Este amplasat în centrul satului Bunratty (irlandeză: Bun Ráite).